# Emiliano Monge
Emiliano Monge (Ciudad de México, 6 de enero de 1978) es un escritor mexicano. Su obra ha sido traducida a diversos idiomas.

## Biografía y obra
Nacido en la Ciudad de México el 6 de enero de 1978, Emiliano Monge estudió Ciencia Política en la Universidad Nacional Autónoma de México, donde se desempeñó como profesor durante varios años. Publicó su primer libro de relatos, Arrastrar esa sombra (2007), y su primera novela, Morirse de Memoria (2009) en Editorial Sexto Piso. Sus siguientes novelas, El cielo árido (2012, ganadora del Premio Jaén y del Premio Otras Voces, Otros Ámbitos), Las tierras arrasadas (2015, ganadora del Premio Latinoamericano de Novela Elena Poniatowska y del English Pen Award), No contar todo (2018, ganadora del Premio Colima Bellas Artes a Obra Publicada) y Tejer la oscuridad (2020) fueron publicadas por Penguin Random House, al igual que su segundo libro de relatos, La superficie más honda (2017). Es colaborador de diversos medios impresos y columnista del periódico El País. Sus libros han sido traducidos al inglés, francés, italiano, holandés, portugués, turco y griego.

### El cielo árido
El reconocido novelista mexicano Álvaro Enrigue reseñó la novela El cielo árido (2012) de Monge, y la ubicó en el grupo de los "nuevos escritores de México". Se refirió a El cielo árido de la siguiente manera:

Monge publicó el año pasado una extraordinaria novela, El cielo árido, en la que el caos que la violencia provoca en la vida de las personas se traduce en un desesperado dispositivo narrativo: a medida que avanza la trama, el narrador cambia los nombres de los personajes porque nada es lo que parece.

La obra fue traducida al inglés por Thomas Bunstead y publicada por Restless Books. Recibió reseñas positivas en la prensa inglesa, con un crítico que elogió su prosa como "nítida" y comentó que "su narración no lineal crea una mayor sensación de imprevisibilidad". Mark Athitakis, que escribe para Los Angeles Times, la calificó como "un debut estelar en lengua inglesa".

### Las tierras arrasadas

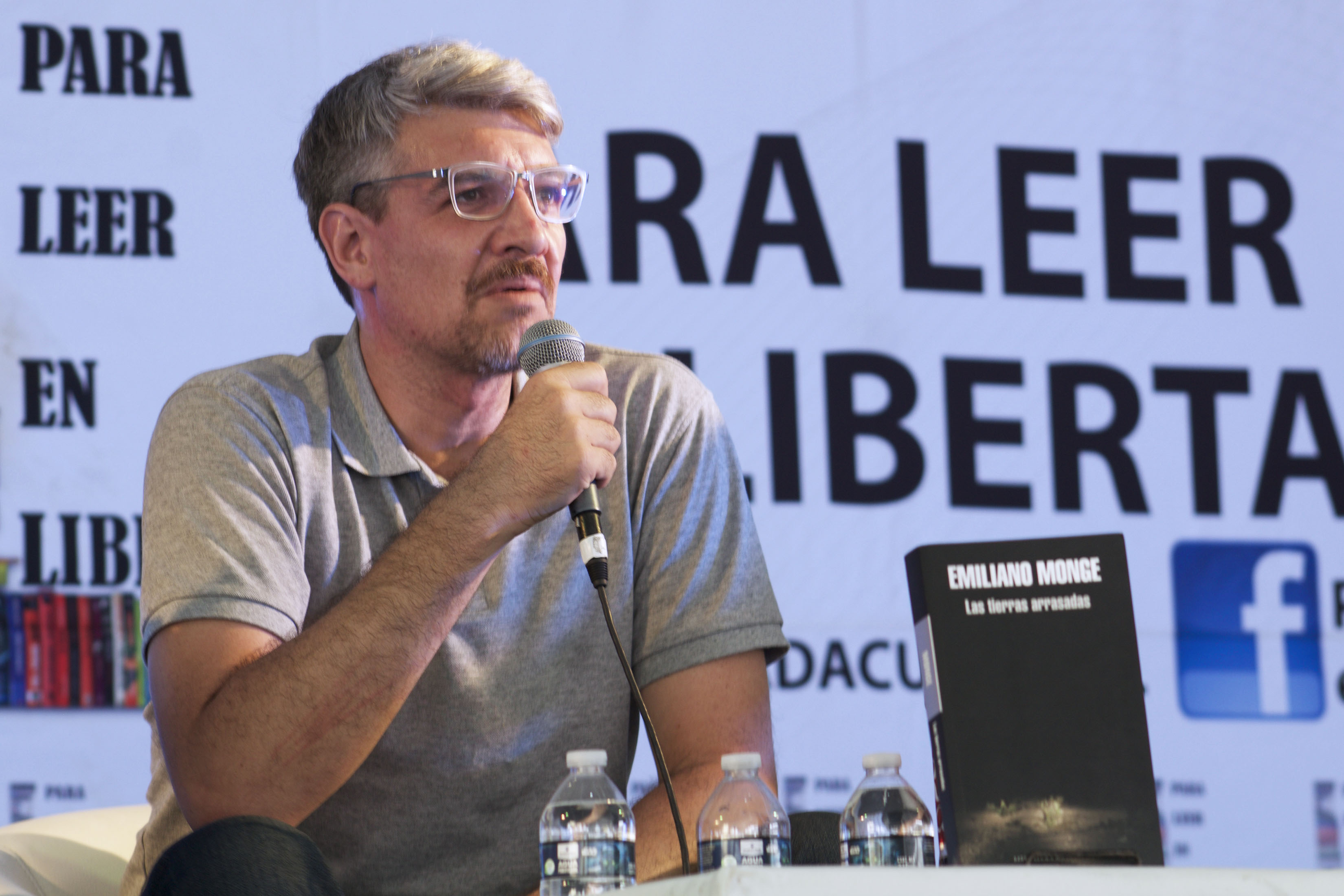
Monge presentando su novela Las tierras arrasadas.

La novela de Monge Las tierras arrasadas de 2018 es una historia de amor entre dos traficantes de personas que se encuentran en las selvas y los páramos de la zona fronteriza entre México y Estados Unidos. Una reseña de The Guardian afirmó que "Monge equilibra la dura y apocalíptica brutalidad de Cormac McCarthy con un humor animado y sombrío -evidente en los exasperados intercambios-, lo que hace que las crudas verdades que impulsan esta extravagante narrativa sean un poco más fáciles de digerir". Cuando se le preguntó al autor en una entrevista con TLS sobre la escritura como acto político, respondió: "Son inseparables. No tiene nada que ver con los temas o los personajes, sino con el lenguaje. Es inalienable. Al sentarse ante la página en blanco, la única certeza que se debe tener es la de escribir en un lenguaje diferente al del poder. Esto para mí también es fundamental". La novela fue galardonada con el Premio Iberoamericano de Novela Elena Poniatowska en 2016 por el gobierno de la Ciudad de México.

### No contar todo
En 2018, Monge estrenó No contar todo, su primer título de no ficción. El libro cuenta tres relatos autobiográficos, entrelazados para explorar la aculturación generacional hacia la "violencia masculina". Uno de ellos se centra en su abuelo, Carlos Monge Mckey, que fingió su propia muerte tras volar una cantera propiedad de su cuñado. Otro relata las reglas de protección de su familia cuando se quedaba solo en casa, como respuesta a la época violenta de la infancia de Monge. La última historia es acerca de su padre, Carlos Monge Sánchez, quien luchó como guerrillero junto a Genaro Vázquez Rojas. El País describió el libro como "un viaje a través de los tormentos de un país -ya sobrediagnosticado en múltiples ensayos- pero que clama por la humanización de sus realidades cotidianas". El Cultural ha alabado la "creación realista de tres voces distintas, un logro cada vez más raro en la narrativa contemporánea".

### Tejer la oscuridad
En 2020, Monge publicó su novela más reciente, "Tejer la oscuridad", obra que transita de la distopía hacia la utopía mitológica, con ciertos elementos de ciencia ficción, aunque sin abandonar del todo su escritura de tintes realistas. La novela cuenta la historia de unos niños atrapados en un orfelinato, quienes sobreviven a la crisis climática y a la devastación del planeta. Esos niños y sus descendientes serán los protagonistas de la fundación de una nueva sociedad, basada en una nueva forma de comunidad, que a su vez estará cimentada en ideas también nuevas del tiempo y del lenguaje. De hecho, el tiempo y el lenguaje (los lenguajes) son otros dos de los personajes principales de la novela, en la que el grupo inicial atraviesa su país, primero, y, después, el océano, en busca de una tierra donde poder fundar su civilización, la tierra en la que aguardan sus dioses, los dioses que se retiraron a la oscuridad. Atravesada por reminiscencias de La visión de los vencidos, el Popol Vuh y el Chilam Balam, así como de Historia verdadera de la Conquista de la Nueva España, Tejer la oscuridad es la más compleja y exigente de las novelas de Monge, pero también es la más hermosa, según ha afirmado buena parte de la crítica. El periódico Milenio, por ejemplo, aseveró: "Se trata de una novela de belleza ingobernable... la flecha del tiempo lanzada en sentido contrario", mientras que El País escribió: "Un rompecabezas que sólo muestra su imagen al terminarse de armar. Entonces aparecen la belleza y la furia".

## Obra

### Colecciones de relatos
- Arrastrar esa sombra (Sexto Piso, 2008, ISBN 978-8496867222)
- La superficie más honda (Random House, 2017, ISBN 978-6073149815)

### Novelas
- Morirse de memoria (Sexto Piso, 2011, ISBN 978-8496867581)
- El cielo árido (Primera, 2012, ISBN 9788439727088), traducida al inglés como The Arid Sky (Restless, 2018, ISBN 9781632061348)
- Las tierras arrasadas, traducida al inglés como Among the Lost (2018, Scribe, ISBN 9781947534797)
- No contar todo (Random House, 2018, ISBN 9786073170000)
- Tejer la oscuridad (Random House, 2020, ISBN 9786073195447)
- Justo antes del final (Random House, 2022, ISBN 9788439740766)